# تلفزيون عجمان
تلفزيون عجمان أو القناة الرابعة قناة فضائية
إماراتيةخاصة .. تبث من إمارة عجمان تابعة للحكومة عجمان وتتولى تشغيلها ستديوهات عجمان الخاصة لمالكها عبد الله محمد مراد.

## نبذة عن المحطة
بدأت البث الأرضي من عجمان في فبراير 1996 ثم إنتقلت للبث الفضائي عبر القمر الصناعي عربسات في الأول من فبراير 1998 وتعتبر القناة الرابعة بعد أبو ظبي دبي الشارقة، قدمت العديد من البرامج المتخصصة في الترفيه الرياضة والمنوعات من تقديم تاج السر محمود،توفيق جبران ،طيف البياتي